# Laurent Riboulet
Pour les articles homonymes, voir Riboulet.
Laurent Riboulet, né le 18 avril 1871 à Lille et mort le 4 septembre 1960 dans la même ville, est un joueur français de tennis de la fin du XIXe siècle.
Vainqueur du Championnat de France de tennis en 1893 contre Claude Anet (6-3, 6-3) et finaliste en 1895 contre André Vacherot (9-7, 6-2). En 1898 il joue deux tournois en Suisse à Château-d’Œx.